# Ủy ban Olympic Malta
Ủy ban Thế vận hội Malta (tiếng Malta: Kumitat Olimpiku Malti) là Ủy ban Olympic quốc gia của Malta. Đây là cơ quan quản lý các hoạt động của Malta tại Thế vận hội , Đại hội Thể thao Khối Thịnh vượng chung, Đại hội Thể thao châu Âu, Đại hội Thể thao các quốc gia nhỏ châu Âu, Lễ hội Olmpic trẻ châu Âu, và Đại hội thể thao Địa Trung Hải.

## Lịch sử
Ủy ban Thế vận hội Malta được thành lập vào ngày 5 tháng 6 năm 1928 tại Valletta và được công nhận bởi Ủy ban Olympic Quốc tế vào năm 1936.

## Danh sách các chủ tịch
Dưới đây là danh sách các chủ tịch của Uỷ ban Olympic Malta kể từ khi thành lập.
| Chủ tịch                  | Giai đoạn |
| ------------------------- | --------- |
| Anthony Cassar Torregiani | 1928–1938 |
| Paul Giorgio              | 1946–1960 |
| Alfred P. Briffa          | 1960–1967 |
| Victor Pace               | 1968–1973 |
| Laurence Xuereb           | 1973–1977 |
| Carm A. Borg              | 1977–1989 |
| Gino Camilleri            | 1989–1999 |
| Lino Farrugia Sacco       | 1999–2013 |
| Julian Pace Bonello       | 2013–nay  |